# Église de l'Exaltation-de-la-Sainte-Croix de Ruma
Pour les articles homonymes, voir Église de l'Exaltation-de-la-Sainte-Croix.
L'église de l'Exaltation-de-la-Sainte-Croix (en serbe cyrillique : Римокатоличка црква Уздизања Часног Крста у Руми ; en serbe latin : Rimokatolička crkva Uzdizanja Časnog Krsta u Rumi) est une église catholique située à Ruma en Serbie, dans la province de Voïvodine. Construite en 1813, elle est inscrite sur la liste des monuments culturels de grande importance de la république de Serbie (identifiant no SK 1308). Église paroissiale, elle relève du diocèse de Syrmie.

## Présentation

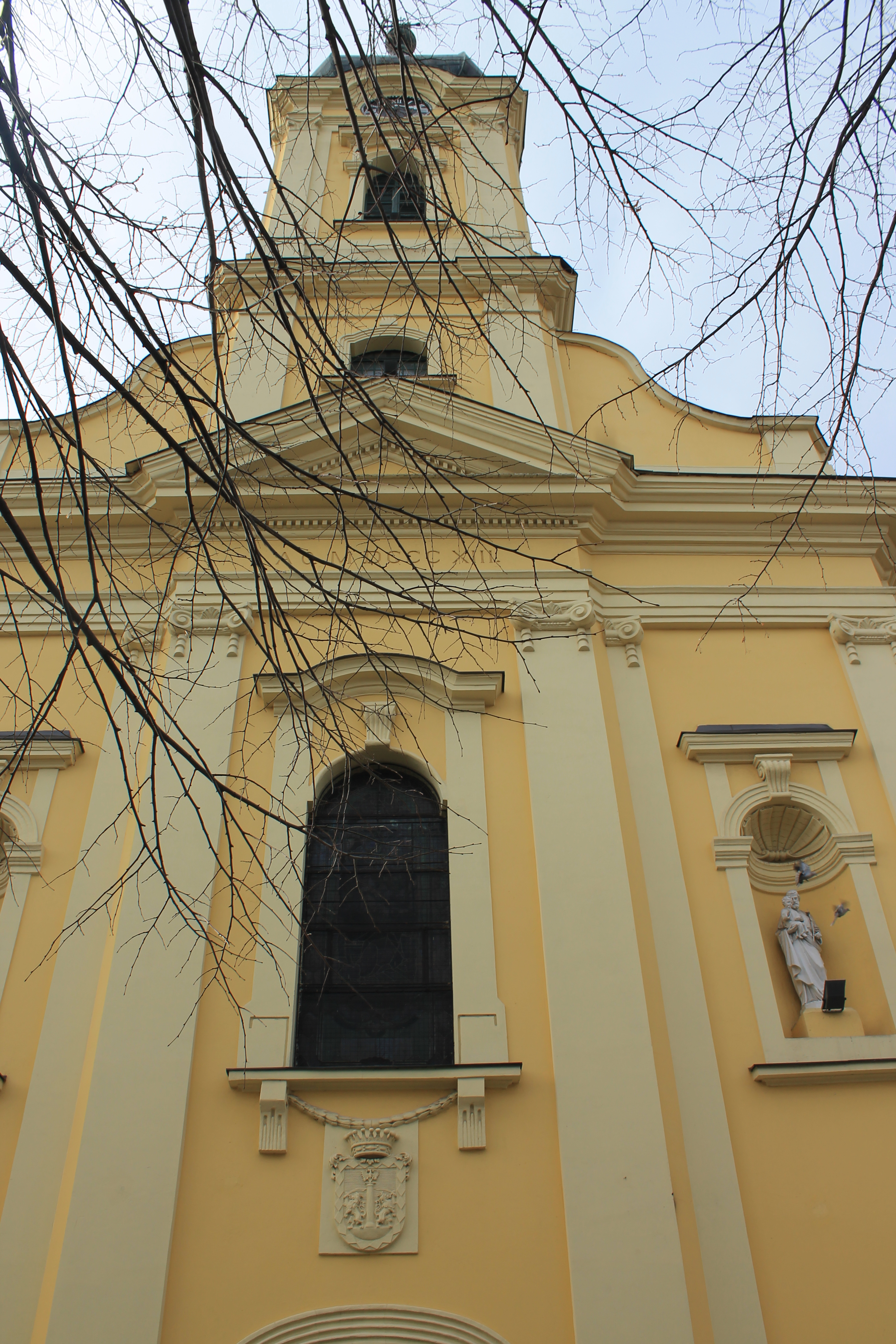
Détail de la façade principale.

L'église de l'Exaltation-de-la-Sainte-Croix a été construite en 1813 dans un style classique. Elle est constituée d'une nef unique orientée nord-sud et prolongée par un chevet demi-circulaire ; la façade principale est dominée par un haut clocher et la sacristie flanque la façade occidentale. Les façades sont rythmées par des pilastres et par une corniche moulurée. La façade nord a fait l'objet d'une attention particulière ; le portail est flanqué de pilastres couronnés par des chapiteaux ioniques ; il est surmonté par une fenêtre en plein cintre, elle-même surmontée d'un tympan triangulaire ; de part et d'autre de cette fenêtre centrale se trouvent des niches occupées par des statues de saints. 
Le maître autel est orné d'une représentation de l' Exaltation de la Sainte-Croix peinte en 1828 par Vincenc Dojčer. Les représentations de la Vierge immaculée et de saint Jean Népomucène sont l'œuvre d'un artiste inconnu, tandis que celle de saint Wendelin a été peinte par Konstantin Pantelić en 1841 et celle de l'Annonciation par le peintre hongrois Peškija en 1846.

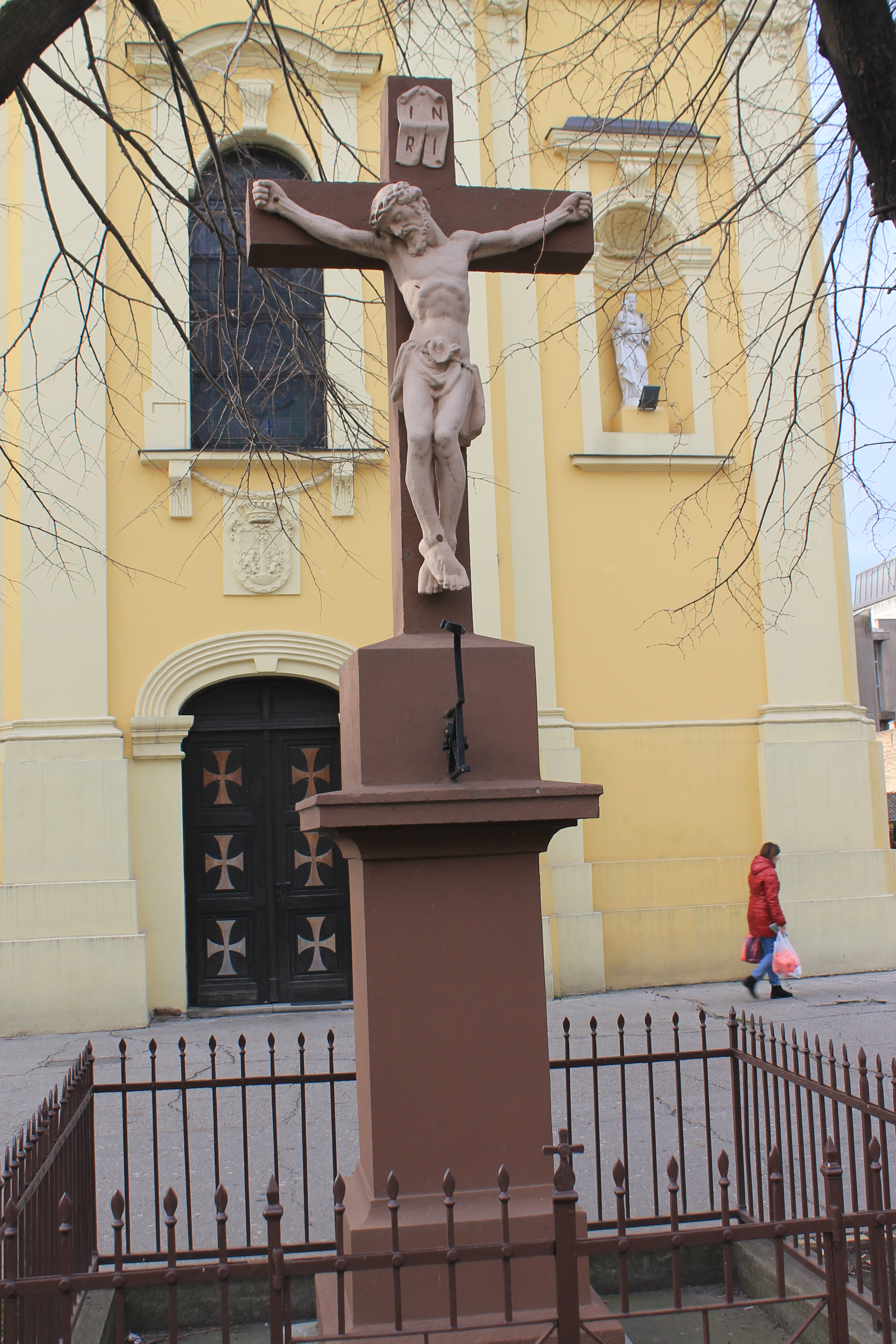
Calvaire.